# Furacão Florence
O furacão Florence foi um poderoso e duradouro furacão cabo-verdiano que causou danos catastróficos nas Carolinas em setembro de 2018, principalmente como resultado de enchentes de água doce devido a chuvas torrenciais. A sexta tempestade nomeada, o terceiro furacão e o primeiro grande furacão da temporada de furacões no oceano Atlântico de 2018, Florence se originou de uma forte onda tropical que surgiu na costa oeste da África em 30 de agosto, 2018. A onda se organizou de forma constante e fortaleceu-se em uma depressão tropical no dia seguinte perto de Cabo Verde. Progredindo ao longo de uma trajetória constante oeste-noroeste, o sistema em 1 de setembro fortaleceu-se gradualmente, adquirindo força de tempestade tropical. Um surto inesperado de rápida intensificação ocorreu em 4 e 5 de setembro, culminando com Florence tornando-se um furacão de categoria 4 na escala Saffir-Simpson (SSHWS), com ventos máximos sustentados estimados de 210 km/h (130 mph). O forte cisalhamento do vento levou a um rápido enfraquecimento, e Florence enfraqueceu com força de tempestade tropical em 7 de setembro. Mudanças nas correntes de direção levaram a uma curva para oeste em um ambiente mais adequado; como resultado, Florence se reintensificou para a força de um furacão em 9 de setembro e situação de grande furacão no dia seguinte. Florence atingiu o pico de intensidade em 11 de setembro, com ventos de 1 minuto de 240 km/h (150 mph) e uma pressão central mínima de 937 mbar (27.7 inHg). Um ciclo inesperado de substituição da parede do olho e a diminuição do conteúdo de calor oceânico causaram uma tendência de enfraquecimento constante; no entanto, a tempestade aumentou de tamanho ao mesmo tempo. No início de 14 de setembro, Florence atingiu a costa nos Estados Unidos logo ao sul de Wrightsville Beach, Carolina do Norte, como um furacão de categoria 1, e enfraqueceu ainda mais à medida que se movia lentamente para o interior sob a influência de correntes de direção fracas. Florence degenerou em um ciclone pós-tropical sobre a Virgínia Ocidental em 17 de setembro e foi absorvido por outra tempestade frontal dois dias depois.
No início da história da tempestade, o sistema trouxe rajadas para as ilhas de Cabo Verde, resultando em pequenos deslizamentos de terra e inundações; no entanto, os efeitos gerais permaneceram insignificantes. Com a ameaça de um grande impacto no Sudeste e Médio Atlântico dos Estados Unidos tornando-se evidente em 7 de setembro, os governadores da Carolina do Norte, Carolina do Sul , Virgínia, Geórgia e Maryland, e o presidente de Washington, DC declararam estado de emergência. Em 10 e 11 de setembro, os estados da Carolina do Norte, Carolina do Sul e Virgínia emitiram ordens de evacuação obrigatória para algumas de suas comunidades costeiras, prevendo que o pessoal de emergência não conseguiria alcançar as pessoas quando a tempestade chegasse. Embora Florence tenha atingido a costa como um furacão de categoria 1 bastante enfraquecido, os ventos associados ao ciclone tropical foram fortes o suficiente para arrancar árvores e linhas de elétricas, causando extensas interrupções de energia nas Carolinas. Além disso, devido ao movimento lento da tempestade, uma forte chuva caiu em todas as Carolinas por vários dias. Juntamente com uma forte maré de tempestade, a chuva causou inundações generalizadas ao longo de um longo trecho da costa da Carolina do Norte, de New Bern a Wilmington. A inundação do interior de Florence inundou cidades como Fayetteville, Smithfield, Lumberton, Durham e Chapel Hill. A maioria das principais estradas e rodovias na área sofreram inundações, com grandes trechos da I-40, I-95 e US Route 70 permanecendo intransitáveis por dias após a passagem da tempestade. Wilmington foi totalmente isolado do resto do continente pelas enchentes. A tempestade também gerou tornados em vários lugares ao longo de seu caminho. Muitos lugares receberam chuvas recordes, com Florence estabelecendo recordes máximos de chuvas de um ciclone tropical em ambas as Carolinas. No geral, a tempestade causou US$ 24,23 mil milhões em danos, principalmente nas Carolinas, e 54 mortes.

## História meteorológica
Em 28 de agosto de 2018, o National Hurricane Center (NHC) começou a monitorar uma onda tropical — um vale alongado de baixa pressão do ar — sobre a África Ocidental para possível ciclogênese tropical nos cinco dias subsequentes. À medida que avançava para oeste sob a influência dos ventos alísios de leste, as condições ambientais favoráveis, incluindo ampla umidade e baixo cisalhamento do vento, possibilitaram uma maior organização da onda e o desenvolvimento de chuvas generalizadas e tempestades. Embora a onda tropical carecesse de um centro de circulação de baixo nível bem definido, o NHC começou a emitir avisos sobre o sistema como Ciclone Tropical Potencial Seis mais tarde naquele dia, pois o sistema estava ameaçando Cabo Verde. Os ventos alísios orientais impulsionaram a perturbação ao longo de uma trajetória oeste-noroeste. Perto do final de 31 de agosto, a organização convectiva do sistema tornou-se suficiente para o NHC atualizar o distúrbio para a Depressão Tropical Seis ao sul de Santiago em Cabo Verde. Embora a tempestade tenha sofrido a influência de uma forte crista subtropical ao norte no dia seguinte, o vento moderado atrofiou o desenvolvimento e deslocou a convecção para o lado oriental da depressão. Mais tarde, porém, pronunciado bandas características desenvolvido em torno da circulação, o que levou o NHC para atualizar a depressão para tempestade tropical Florence em 0900Z em 1º de setembro
No início de 4 de setembro, o desenvolvimento de um pequeno nublado denso central e uma característica de olho de nível médio significou a intensificação de Florence para a força de um furacão, a cerca de 2 000 km (1 240 mi) oeste-noroeste de Cabo Verde. Pouco depois, o sistema inesperadamente obteve rápida intensificação dentro de uma pequena área de baixo cisalhamento do vento em um ambiente de nível superior adverso; a estrutura central do furacão, olho e bandas externas melhoraram notavelmente, deixando meteorologistas desprevenidos e intensificando além dos resultados do modelo de previsão. Em 5 de setembro, o ciclone tropical atingiu um pico de intensidade inicial com ventos sustentados de 1 minuto de 210 km/h (130 mph) com uma pressão central de 950 mbar (28 inHg), tornando-o uma furacão categoria 4 na escala de Saffir-Simpson. Posteriormente, o aumento do cisalhamento do vento fez com que o furacão enfraquecesse rapidamente e se tornasse uma tempestade tropical em 8 de setembro. Uma crista de nível médio do edifício interrompeu o movimento de Florence para o norte, levando a uma curva para oeste.
Em 8 de setembro as condições ambientais tornaram-se cada vez mais propícias à reorganização quando os caçadores de furacões da NOAA começaram o reconhecimento do ciclone, com o cisalhamento diminuindo e as águas quentes se tornando mais profundas. A formação de faixas convectivas floresceu em torno da tempestade e um olho em formação apareceu nas imagens de satélite. A nublada central densa da tempestade tornou-se mais definida e uma parede do olho completa se desenvolveu em seu núcleo. Florence recuperou o status de furacão às 12h00 UTC em 9 de setembro, com os Hurricane Hunters observando ventos sustentados de 122 km/h (76 mph) na superfície. Alimentado por temperaturas da superfície do mar de 29–29,5 °C (84,2–85,1 °F), Florence reintensificou rapidamente durante a noite, e rajadas convectivas com relâmpagos frequentes cercaram a parede do olho, dando origem a um olho de 19 km (12 mi) de largura. A expansão do fluxo de saída ventilou o ciclone, permitindo o crescimento contínuo. O sistema alcançou rapidamente a intensidade de categoria 4 às 16h00 UTC em 10 de setembro e Florence atingiu o pico de intensidade às 18h00 UTC em 11 de setembro, com ventos sustentados de 240 km/h (150 mph) e uma pressão central mínima de 937 mbar (hPa; 27,67 inHg).  O enfraquecimento constante se seguiu depois disso devido a um ciclo de substituição da parede do olho e um ambiente menos favorável. Nesse ponto, a trajetória futura do furacão tornou-se cada vez mais incerta, pois os modelos previam um colapso das correntes de direção.
O enfraquecimento constante continuou à medida que o furacão se aproximava da Carolina do Norte, e Florence caiu abaixo do status de grande furacão no final de 12 de setembro. No dia seguinte, as correntes de direção entraram em colapso, o que fez com que Florence diminuísse bastante a velocidade enquanto se movia em direção à costa da Carolina do Norte. Às 11h15 UTC (7h15 am EDT) em 14 de setembro, Florence atingiu a costa ao sul de Wrightsville Beach, na Carolina do Norte, como um furacão de categoria 1, com ventos sustentados de 140 km/h (90 mph) e uma pressão central de 956 mbar (28,2 inHg). O movimento lento do furacão resultou em chuvas catastróficas generalizadas em toda a Carolina do Norte e do Sul. Depois de atingir a costa, o ciclone tropical começou a enfraquecer rapidamente devido aos efeitos do atrito da terra, e Florence enfraqueceu para uma depressão tropical em 16 de setembro antes da transição para um ciclone extratropical no dia seguinte. Os remanescentes extratropicais de Florence dissiparam-se sobre Massachusetts em 18 de setembro.

## Preparativos

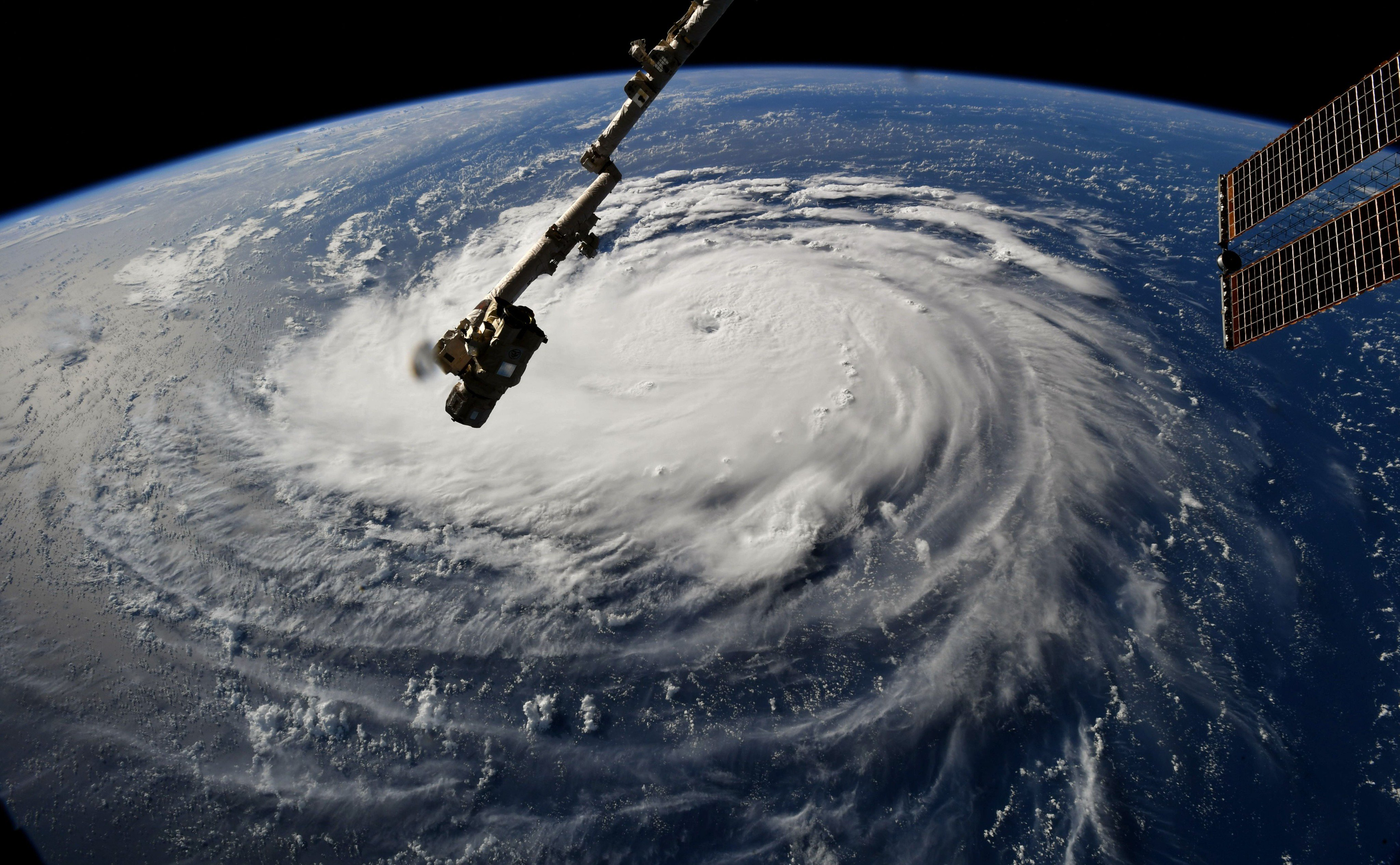
Florence vista da Estação Espacial Internacional em 10 de setembro

### Cabo Verde e Bermudas
Após a designação do Ciclone Tropical Potencial Seis em 30 de agosto, o governo de Cabo Verde emitiu avisos de tempestade tropical para as ilhas de Brava, Fogo e Santiago. Companhias aéreas domésticas cancelaram 20 voos em 31 de agosto e 1 de setembro; as viagens marítimas também foram suspensas neste período. Os navegantes foram aconselhados a permanecer cautelosos com grandes ondas ao redor das ilhas, podendo atingir 3–5 m (9,8–16,4 ft). Sob a ameaça de ondas devastadoras, a Autoridade Nacional de Proteção Civil evacuou 125 pessoas, principalmente idosos, da Furna e Rincão. Onze militares foram destacados para Rincão para ajudar nas evacuações e preparações. Os alertas de tempestade tropical foram suspensos em 1 de setembro, à medida que o sistema avançava para oeste e não representava mais uma ameaça para o arquipélago.
Antecipando-se às condições adversas, a Norwegian Cruise Lines e a Oceania Cruises ajustaram os itinerários do Norwegian Escape, Norwegian Dawn e Sirena para evitar cruzar o caminho do furacão e não atracar nas Bermudas.

### Estados Unidos
Como os modelos de previsão indicaram uma ameaça crescente ao sudeste dos Estados Unidos, o governador da Carolina do Norte, Roy Cooper, declarou estado de emergência em 7 de setembro. As regras de transporte para os agricultores foram dispensadas para permitir uma colheita mais rápida. O presidente Donald Trump declarou emergência na Carolina do Norte, garantindo ao estado acesso a fundos federais. Um toque de recolher noturno foi estabelecido para Lumberton durante o furacão. O custo da preparação do furacão na Virgínia foi de US$ 10,8 milhões.
O governador da Carolina do Sul, Henry McMaster, fez o mesmo no dia seguinte. A Divisão de Gerenciamento de Emergências da Carolina do Sul (SCEMD) e o Harvest Hope Food Bank começaram a mobilizar recursos para esforços de recuperação em potencial. O SCEMD elevou as condições de operação para o nível 3 em 9 de setembro, e iniciou os preparativos para a "possibilidade de um desastre em grande escala", com previsões mostrando Florence atingindo o estado como um grande furacão. As autoridades locais estabeleceram toques de recolher durante a noite para as cidades de Aynor, Conway, Dillon, Myrtle Beach e Surfside Beach para limitar o número de pessoas nas estradas e permitir respostas de emergência eficazes. Todos os condados de Horry e Marion também sofreram toques de recolher.
Em 8 de setembro, o governador da Virgínia Ralph Northam também declarou estado de emergência. Em 10 de setembro, o governador de Maryland, Larry Hogan declarou estado de emergência para todo o estado, com potencial de "enchentes históricas, catastróficas e com risco de vida em Maryland". Em 11 de setembro de o presidente de Washington, D.C., Muriel Bowser declarou o estado de emergência para todo o Distrito de Columbia devido às "ameaças iminentes ao povo de DC, incluindo ameaças à saúde, segurança e bem-estar" causadas por Florence. Em 12 de setembro, o governador da Geórgia, Nathan Deal, decretou o estado de emergência para todo o estado.

#### Evacuação e fechamentos
As ordens de evacuação obrigatória para residentes e turistas na Ilha de Hatteras, no condado de Dare, começaram em 10 de setembro, com os pedidos se expandindo para o resto do município no dia seguinte. As evacuações ao longo do resto de Outer Banks e no condado de Brunswick entraram em vigor em 11 de setembro. Em 10 de setembro, o governador Henry McMaster ordenou evacuações para toda a costa da Carolina do Sul, constituindo aproximadamente 1 Milhão de pessoas. Em 10 de setembro, o governador da Virgínia Ralph Northam ordenou evacuações obrigatórias para áreas costeiras baixas nas regiões de Hampton Roads e Eastern Shore a partir de 11 de setembro, constituindo 245 000 pessoas. A Marinha dos Estados Unidos moveu 30 navios estacionados ao largo da costa da Virgínia para o alto mar, para proteger os navios e a costa.
Na Carolina do Norte, as evacuações obrigatórias foram emitidas em 11 de setembro para o Condado de Brunswick, Condado de Carteret, Condado de Craven, Condado de Onslow, Condado de Pamlico, Condado de Tyrrell, North Topsail Beach, Emerald Isle, Ilha Ocracoke, Atlantic Beach, Indian Beach, Kure Beach, Pine Knoll Shores e Wrightsville Beach. A evacuação obrigatória para visitantes e turistas foi emitida em 11 de setembro para Holden Beach, Ilha Oak e Currituck. Evacuações voluntárias foram emitidas para os condados de Bertie, Beaufort e Surf City. Uma evacuação voluntária também foi emitida para o condado de New Hanover em 10 de setembro, incluindo Wilmington, NC.
A Universidade da Carolina do Norte em Wilmington emitiu uma evacuação obrigatória efetiva em 10 de setembro. Todos os alunos foram evacuados ao meio-dia de 11 de setembro. A universidade colaborou com a Universidade da Carolina do Norte em Asheville para abrigar alunos que não tinham opções de abrigo seguro. Os jogos de futebol americano da faculdade programados na Universidade Estadual da Carolina do Norte, Universidade East Carolina, Universidade Wake Forest, Universidade Appalachian State, Universidade da Carolina do Norte em Chapel Hill e Universidade da Carolina do Sul foram cancelados como resultado da tempestade. Várias universidades na Carolina do Norte anunciaram o fechamento em preparação para o furacão.
Na Carolina do Sul, em 26 condados do leste, escolas públicas foram fechadas até novo aviso a partir de 10 de setembro os escritórios estaduais nesses condados também foram fechados, enquanto as autoridades locais podiam decidir quando fechar seus escritórios.
Atlanta Motor Speedway, Bristol Motor Speedway, Charlotte Motor Speedway e Talladega Superspeedway abriram gratuitamente os seus acampamentos para evacuados do furacão Florence. Na Virgínia Ocidental, o governador Jim Justice ordenou que a construção ao longo da Interstate 77 (West Virginia Turnpike) entre a fronteira da Virgínia no condado de Mercer e Charleston fosse suspensa a fim de melhorar o fluxo de tráfego para os evacuados. Além disso, os parques estaduais da Virgínia Ocidental ofereceram taxas reduzidas para quartos, cabines e acampamentos até 18 de setembro, a fim de fornecer assistência aos desabrigados.
Chuvas perturbadoras e ventos fortes afetaram Brava, Fogo e Santiago em Cabo Verde, causando alguns deslizamentos de terra e inundações localizadas. Os impactos da tempestade foram mínimos, sem danos materiais relatados.
Grandes ondas e corrente de retorno da tempestade alcançaram as Bermudas em 7 de setembro.

### Estados Unidos

#### Carolina do Norte

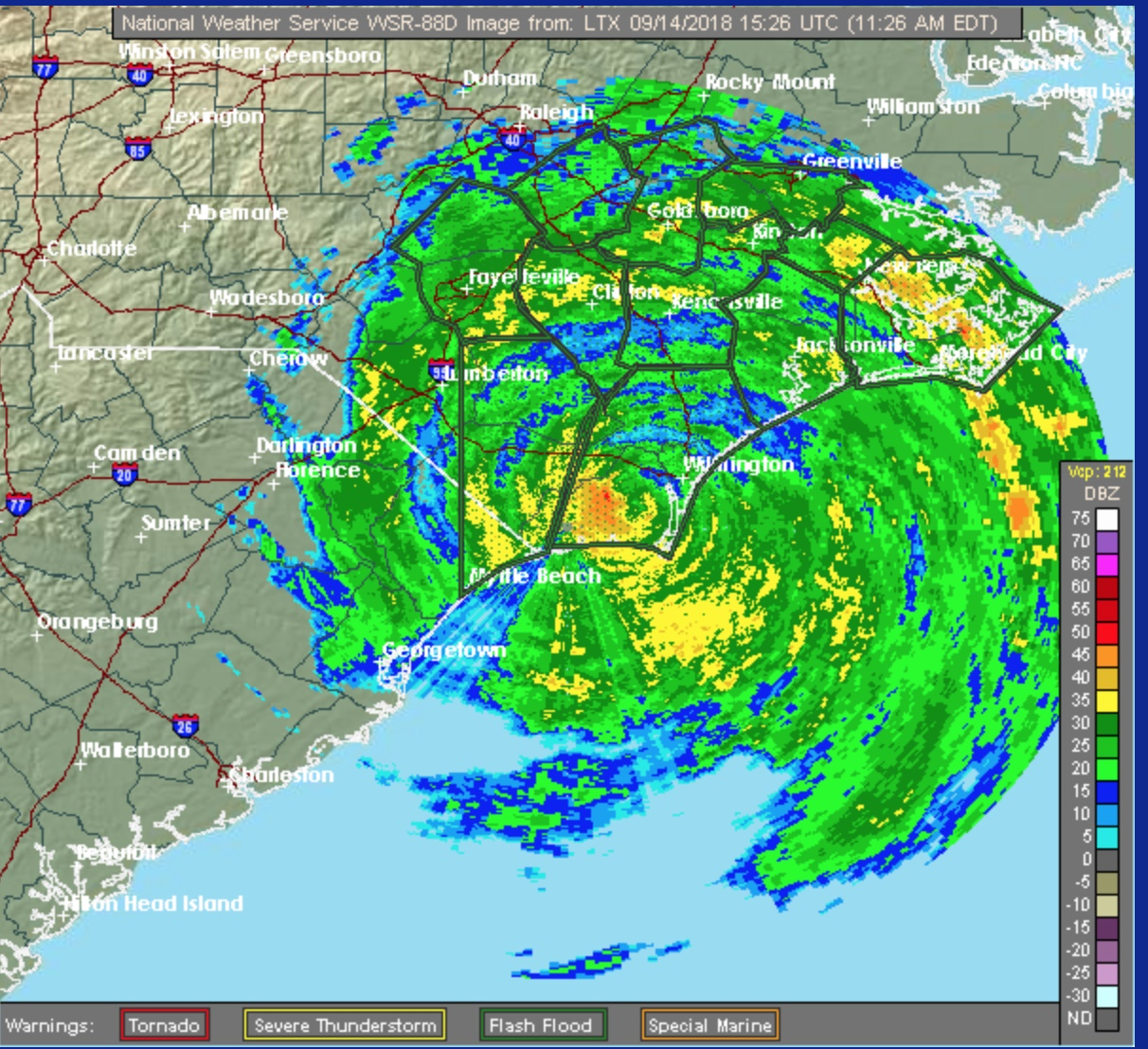
Imagem de radar do furacão Florence algumas horas depois da chegada do dia 14 de setembro

Em Wrightsville Beach, Carolina do Norte, 27 pessoas precisaram de resgate de salva-vidas entre 8 e 9 de setembro. Em 13 de setembro, New Bern, Carolina do Norte, foi inundada por uma maré de tempestade de cerca de 1,8 m (6 ft). Os níveis da água aumentaram no lado oeste do estreito de Pamlico. Os níveis de água no rio Neuse em Oriental, Carolina do Norte atingiram o pico de 29 m (96 ft) acima do normal. Funcionários da WCTI-TV afiliada da ABC (que atende o mercado vizinho que inclui Greenville e Jacksonville ) foram forçados a evacuar as instalações do estúdio em New Bern naquela noite devido ao aumento das águas, com a WCTI mudando para uma transmissão ao vivo simultânea da estação irmã Sinclair WPDE com cobertura da tempestade até que o pessoal da estação pudesse retomar as suas próprias transmissões. Os relatos indicaram que cerca de 150 pessoas precisavam de resgate em New Bern por causa das fortes enchentes.
As enchentes de Florence na Carolina do Norte e na Virgínia foram agravadas por enchentes anteriores durante o verão, que deixaram o solo fortemente saturado.
Florence atingiu a costa em Wrightsville Beach, Carolina do Norte, em 14 de setembro, e no meio da manhã os socorristas já haviam evacuado mais de 200 pessoas das enchentes, com cerca de 150 aguardando resgate. A tempestade supostamente cortou a energia de mais de 500 000 clientes nas Carolina do Norte e do Sul na época do desembarque e causou o colapso do telhado de um hotel em Jacksonville, Carolina do Norte naquela manhã. Em 14 de setembro, cerca de 100 civis, funcionários municipais e a Guarda Nacional trabalharam para encher sacos de areia e proteger Lumberton, na Carolina do Norte, de um ponto fraco identificado que causou inundações massivas durante o furacão Matthew em 2016.
As fortes chuvas continuaram a afetar as Carolinas após o desembarque. Uma estação meteorológica em Swansboro, Carolina do Norte, registou 861 mm (33,90 in) de chuva, estabelecendo um novo recorde para um ciclone tropical naquele estado. Em 17 de setembro, Florence deixou um total máximo de 913 mm (35,93 in) de chuva em Elizabethtown, Carolina do Norte, tornando-se o ciclone tropical mais húmido registado no estado.

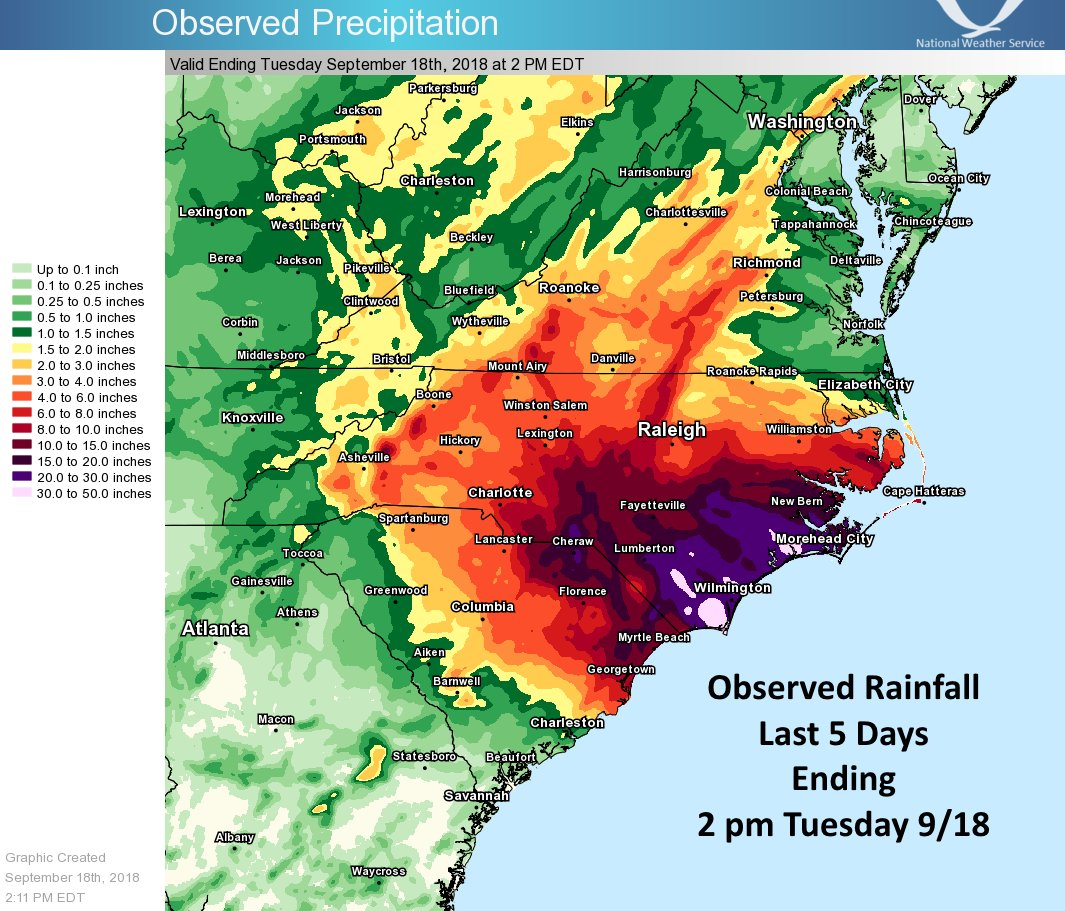
Acumulação do mapa de 5 dias com florence sobre as Carolinas

Em todo o estado, aproximadamente 2 200 estradas primárias e secundárias fechadas devido a inundações, incluindo grandes seções das rodovias interestaduais 40 e 95.
Ventos fortes no condado de New Hanover derrubaram várias árvores e linhas de energia, enquanto mais de 90% do condado ficou sem eletricidade. A tempestade trouxe 690 mm (27,2 in) de chuva perto de Kings Grant. Pela manhã de 16 de setembro, Wilmington registou mais chuva de Florence do que qualquer outro evento climático único na história da cidade. Além disso, Florence contribuiu para o ano mais chuvoso da história de Wilmington, com o total de chuvas anuais eclipsando o recorde anterior estabelecido em 1877. A cidade de Wilmington ficou totalmente isolada, pois todas as estradas para a cidade inundaram e foram consideradas intransitáveis, embora uma estrada não identificada tenha sido aberta brevemente em 17 de setembro. A maioria dos moradores ficou sem luz, a partir de 16 de setembro. O aeroporto e o porto da cidade também foram fechados. Embora o serviço de telefonia celular permanecesse operacional, o excesso de demanda pressionou as redes. Mais de 450 pessoas precisavam de resgate em Wilmington. Woody White, presidente do conselho de comissários do condado de New Hanover, emitiu uma declaração aconselhando todos os viajantes a evitar a área de Wilmington. Houve um relato de saque e roubo em uma área de Wilmington Family Dollar, com o roubo de itens não essenciais, como roupas desportivas e calçados desportivos durante o auge da tempestade. O toque de recolher para toda a cidade, emitido antes da tempestade, foi estendido por causa desses incidentes.
No início de 17 de setembro, um tornado foi confirmado em Elm City, Carolina do Norte.
Também em 17 de setembro, o rio Pee Dee atingiu o pico em 10,8 m (35,4 ft), 0,61 m (2 ft) acima do recorde de 1945.
O rio Cape Fear atingiu o 18,7 m (61,4 ft) - cerca de 11 m (35 ft) acima do estágio de inundação - perto de Fayetteville no início de 19 de setembro. A magnitude das inundações excedeu em muito os níveis observados devido ao furacão Matthew em 2016. O vizinho Rio Little inundou grandes áreas nos condados de Cumberland e Harnett. Ultrapassando o topo de uma ponte deixando as comunidades isoladas e dificultou os esforços de socorro.
Os danos em todo o estado chegaram a cerca de US$ 17 mil milhões, mais do que os danos combinados do furacão Floyd e Matthew no estado, de acordo com o governador Roy Cooper. Perdas de seguro estimadas variaram entre US$ 2,8-5 mil milhões. As inundações relacionadas ao furacão danificaram cerca de 75 mil estruturas, muitas das quais já haviam sido danificadas no furacão Matthew.

#### Carolina do Sul
Chuvas intensas também ocorreram na Carolina do Sul, com 600 mm (23,63 in) de precipitação observada perto de Loris, estabelecendo um novo recorde estadual para a precipitação de um ciclone tropical. Mais de 100 pessoas foram resgatadas de suas casas e carros em Loris. O rio Waccamaw em Conway com crista em 6,7 m (22,1 ft) em 26 de setembro, excedendo o registo do furacão Matthew de 5,8 m (19,1 ft). Em um bairro ao longo da Rodovia 905 da Carolina do Sul, cerca de 1,5 m (5 ft) de água entrou em algumas casas. Mais ao sul, ao longo do rio Waccamaw, casas em um bairro em Socastee foram inundadas com até 2,4 m (8 ft) de água. No oeste do condado de Horry, a comunidade de Dongola ficou isolada por 10 dias. O transbordamento do rio inundou quase 1 000 residências e empresas. A tempestade também gerou dois tornados em Horry County, ambos classificados como EF0. O primeiro tornado pousou logo ao norte-nordeste de Myrtle Beach, causando pequenos danos aos pinheiros perto da U.S. Route 17 antes de levantar depois de se mover apenas cerca de 800 metros. O outro tornado pousou perto de Longs e também danificou pinheiros e um telhado.
Inundações também foram relatadas no condado de Marion, especialmente em Brittons Neck e Gresham. Várias pessoas evacuaram e ainda não conseguiam acessar as suas casas em 1 de outubro. Em Nichols, a inundação danificou cerca de 150 casas reconstruídas após o furacão Matthew. Fortes ventos derrubaram árvores e linhas de energia, enquanto pelo menos uma casa em Nichols sofreu danos no telhado. Aproximadamente 400 casas no condado de Dillon foram inundadas. Um total de 21 casas no condado de Darlington sofreram graves danos de enchentes, enquanto outra foi destruída.
No condado de Chesterfield, o rio Pee Dee atingiu o 14,18 m (46,51 ft) em Cheraw. Três barragens próximas falharam, causando inundações significativas em Cheraw e na cidade de Chesterfield. Muitas estradas ficaram intransitáveis ou foram destruídas. Um total de 226 casas foram danificadas e outras 2 foram destruídos. Um site do Superfund também foi danificado, fazendo com que o PCB entrasse nas casas, uma substância tóxica que exigia esforços de limpeza por parte da Agência de Proteção Ambiental. No condado de Lancaster, uma enchente repentina deixou várias estradas intransitáveis e destruiu várias outras. Um parque foi inundado após o transbordamento do Ribeiro Gills. Os ventos derrubaram cerca de 20 árvores na área de Lancaster, uma das quais caiu em uma casa e as outras em uma estrada. Linhas de energia foram derrubadas na Route 521, obstruindo todas as quatro pistas. Os danos em todo o estado foram de pelo menos US$ 1,2 mil milhões.

#### Em outro lugar

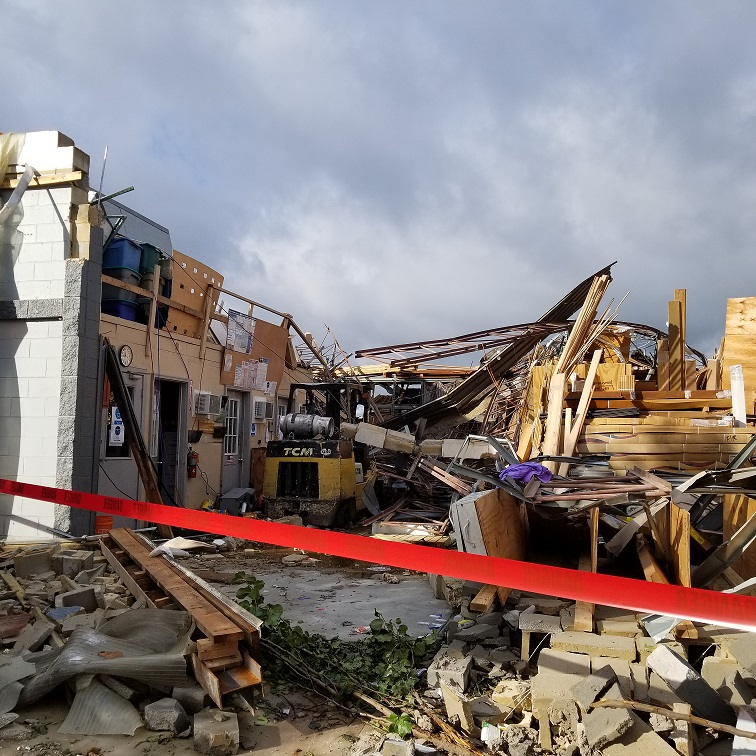
Um armazém no Condado de Chesterfield, Virgínia, destruído por um tornado

A tempestade gerou 10 tornados na Virgínia, incluindo 2 no condado de Chesterfield, 1 no Condado de Hanover, 1 no condado de Mecklenberg, 1 no condado de Powhatan, e 5 em Richmond. A maioria desses tornados causou poucos danos além de árvores derrubadas, ramos de árvores ou postes elétricos. No entanto, o tornado em Chesterfield County, classificado como EF2, danificou vários edifícios entre Winterpock e Bon Air e destruiu um armazém, causando uma morte e pelo menos um ferimento. O tornado no condado de Mecklenburg, classificado como EF0, pousou entre Boydton e Skipwith. Foir relatado danos extensos em árvores, com várias casas e anexos danificados pela queda de árvores. Virginia sofreu um total de $ 200 milhões em danos.
O estado da Geórgia sofreu menos danos, principalmente de árvores caídas e linhas elétricas derrubadas. Danos na Geórgia totalizaram $ 30 milhão.
Grandes ondas antes do furacão atingiram o Parque Estadual de Assateague, em Maryland, em 9 de setembro, solicitando ao Departamento de Recursos Naturais de Maryland que feche o acesso à praia por tempo indeterminado.

#### Mortes
| Estado            | Mortes | Mortes   | Mortes |
| Estado            | Direto | Indireto | Total  |
| ----------------- | ------ | -------- | ------ |
| Flórida           | 2      | 0        | 2      |
| Carolina do Norte | 15     | 25       | 40     |
| Carolina do Sul   | 4      | 5        | 9      |
| Virgínia          | 3      | 0        | 3      |
| Total             | 24     | 30       | 54     |

Correntes e mares agitados em New Smyrna Beach, Flórida, causaram 13 resgates; uma vítima morreu no hospital e duas outras sofreram ferimentos por impacto. Um homem se afogou em 11 de setembro, na praia de Playalinda, na Flórida, ao tentar resgatar um menino de 10 anos preso em uma correnteza. Uma criança se afogou em Green Swamp perto de Sumter, Carolina do Sul, depois que a água liberada do Second Mill Pond fluiu para o rio.
Duas pessoas morreram na Carolina do Norte enquanto tentavam evacuar: uma no condado de Columbus e outro no condado de Wayne. Em Wilmington, uma mãe e seu bebê foram mortos quando uma árvore pousou em sua casa. Em Hampstead, uma mulher morreu de ataque cardíaco; árvores derrubadas nas estradas impediam que os primeiros respondentes a alcançassem. Uma pessoa foi morta no condado de Lenoir enquanto conectava um gerador em condições de chuva. Um incêndio em uma casa em Fayetteville matou marido e mulher. A inundação de água doce matou pelo menos onze pessoas: uma no condado de Anson, oito no condado de Duplin e duas no condado da Escócia. Um homem foi morto em Kinston por fortes ventos enquanto verificava seus cães de caça. Um bebê de três meses morreu no condado de Gaston quando uma árvore esmagou uma casa móvel. Em Union County, uma mulher contornou uma barreira e entrou em uma estrada inundada e seu veículo foi arrastado. A equipe de resgate salvou a mãe, mas seu bebê de um ano se afogou. Um aquaplanar de 18 rodas na saída da Interestadual 85, perto de Kings Mountain, bateu em uma árvore; o veículo se partiu ao meio, matando o motorista. Dois outros acidentes mataram cada um uma pessoa: um velho morreu de perda de oxigénio relacionada à doença pulmonar obstrutiva crônica durante uma queda de energia, e uma pessoa desmaiou e morreu no condado de Sampson enquanto ajudava um evacuado. Uma pessoa se afogou no rio Cape Fear, perto de Cedar Creek, após recusar as ordens de evacuação. Em 20 de setembro, um homem no condado de Brunswick morreu após ser esmagado por uma árvore que estava derrubando. No final de setembro, duas pessoas foram mortas na Carolina do Norte enquanto reparavam os danos do furacão Florence em suas casas, elevando o número de mortos no estado para 39.
Três mortes originalmente atribuídas ao furacão foram posteriormente consideradas não relacionadas. Uma mulher morreu de causas desconhecidas em um abrigo, e duas pessoas encontradas mortas na Ilha Harkers foram consideradas vítimas de um assassinato-suicídio.
Duas pessoas morreram de envenenamento por monóxido de carbono em Loris, Carolina do Sul. Um veículo com três ocupantes perdeu o controle em uma estrada inundada no condado de Georgetown; um passageiro morreu, enquanto o motorista e outro passageiro escaparam. Uma mulher morreu quando seu veículo bateu em uma árvore caída perto de Union. Um veículo perdeu o controle ao longo da Interestadual 20 perto de Columbia e colidiu com um suporte de ponte, matando o motorista. Outro acidente fatal ocorreu perto de Columbia, quando uma mulher dirigiu em uma estrada inundada e bateu em uma árvore. Em 18 de setembro, uma van transportava dois pacientes com problemas mentais de Horry County para Darlington; o veículo foi arrastado por água em movimento rápido ao longo da US Route 76 - o inchado rio Little Pee Dee tinha 0,80 km (0,5 mi) deste local. Os dois policiais na carrinha conseguiram escapar e sobreviveram; no entanto, as duas mulheres na parte de trás estavam algemadas e os deputados não conseguiram libertá-las antes que a carrinha fosse inundada. Os deputados foram colocados em licença administrativa.
Em 17 de setembro, dez tornados de forças entre EF0 e EF2 pousaram na Virgínia, resultando em uma morte no condado de Chesterfield, Virgínia. Outra pessoa morreu quando seu veículo foi arrastado por uma estrada inundada em Louisa.
Um homem de 69 anos no condado de Robeson, Carolina do Norte, cuja casa foi danificada, aparentemente cometeu suicídio.

#### Agricultura e efeitos ambientais

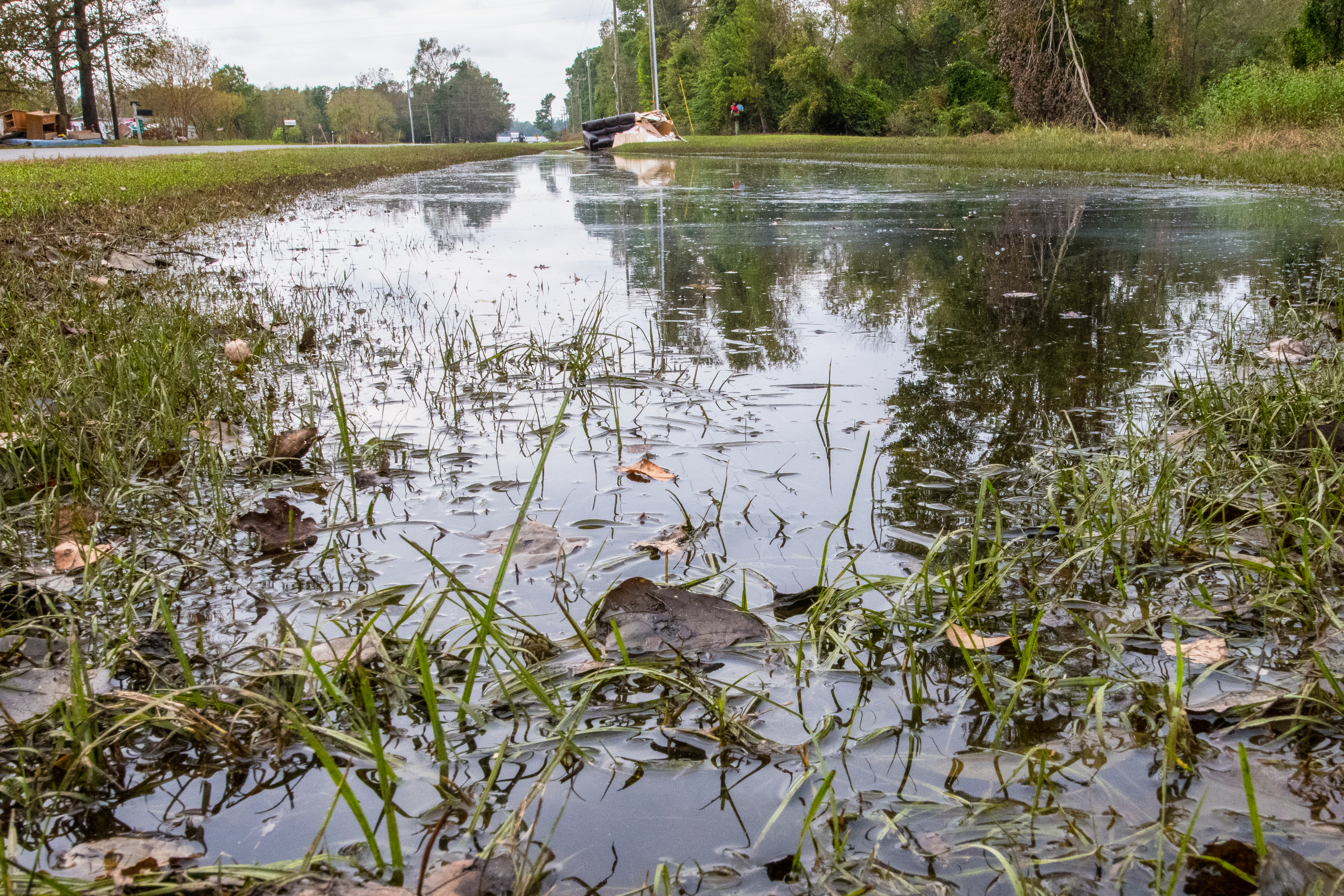
Terras agrícolas inundadas no condado de Duplin, Carolina do Norte, no rastro de Florence

A inundação em grande escala afetou áreas da indústria agrícola da Carolina do Norte e provou ser particularmente prejudicial para o gado. Até 18 de setembro, o Departamento de Agricultura da Carolina do Norte declarou 3,4 milhões de galinhas e perus e 5 500 porcos morreram em fazendas inundadas. Dezenas de fazendas permaneceram isoladas com animais incapazes de se alimentar. Pilhas de esterco armazenadas nessas fazendas foram jogadas em rios cheios, cerca de uma dúzia de fossos contendo dejetos de animais foram danificados pelas enchentes e detritos.
Em 16 de setembro, aproximadamente 5 milhões de galões de águas residuais parcialmente tratadas foram derramados no rio Cape Fear depois que uma estação de tratamento perdeu energia. Estima-se que 1 530 m3 de cinzas de carvão da fechada Sutton Power Station perto de Wilmington também foi arrastada para o rio. Chuvas torrenciais da própria tempestade, estimadas em 760 mm (30 in), também causou o derramamento de um pântano na lagoa de arrefecimento. Em 19 de setembro, o Complexo HF Lee Energy em Goldsboro inundou a ponto de seus três lagos ficarem completamente submersos e começou a liberar cinzas de carvão no rio Neuse.

#### Animais domésticos e de zoológico
Durante e depois que a tempestade atingiu o continente, equipes de resgate locais, doadores e organizações em todo o país trabalharam para ajudar os muitos animais de estimação deixados por seus donos ou ao lado de seus donos. Outros dirigiram para a Carolina do Sul e do Norte para evacuar os animais e levá-los para fora da zona de impacto dos furacões, enquanto abrigos em outros estados aceitavam animais dos estados. Muitos resgatadores estavam procurando por residentes locais que precisavam de assistência ou auxílio para evacuação, e descobriram alguns animais em gaiolas inundadas, alguns tentando buscar abrigo e alguns presos em varandas.
Animais do zoológico, como os do Zoológico da Virgínia, foram abrigados em porções internas e protegidas de seus recintos. Outros zoológicos, como o Zoológico da Carolina do Norte, foram levemente impactados pela tempestade e inaugurados em 18 de setembro, oferecendo entrada gratuita para evacuados de 18 a 21 de setembro.

## Rescaldo

### Evacuados
Em 19 de setembro, depois que a chuva parou, a maioria dos evacuados foi instada pelas autoridades a ficar longe de suas casas enquanto os rios continuavam subindo; a ameaça potencial de inundações permaneceu alta, as estradas permaneceram fechadas e milhares de pessoas não tinham energia para suas casas. Muitos indivíduos cujas casas foram destruídas devido ao furacão receberam ajuda por meio de abrigos da Cruz Vermelha, assistência de aluguer da FEMA ou utilização de propriedades alugadas intactas até que suas casas estivessem habitáveis. A FEMA utilizou Programas de Assistência de Abrigo Transicional para pagar estadias em hotéis para indivíduos enquanto eles buscam soluções mais permanentes. Os programas tinham 342 famílias e um total de 1 044 pessoas em 3 de outubro.

### Restauração de energia
Após a tempestade, mais de 40.000 trabalhadores de todos os Estados Unidos e Canadá foram para as Carolinas para ajudar a restaurar a energia, de acordo com o Edison Electric Institute.

### Estradas
As inundações continuadas fecharam muitas estradas principais por dias após o incidente. Em 15 de setembro, o NCDOT pediu aos motoristas que evitassem dirigir na Carolina do Norte por completo, instruindo-os a fazer um desvio em Richmond, Virgínia, usando a Interstate 64 oeste para a Interstate 81 ao sul para o Tennessee, a Interstate 40 oeste para a Interstate 75 sul para a Geórgia para a Interstate 16 para o leste para a Interestadual 95. Partes da I-95 e I-40 na Carolina do Norte foram reabertas dez dias depois, 23 de setembro, enquanto centenas de outras estradas permaneceram fechadas. Milhares de peixes mortos tiveram que ser limpos na Interestadual 40 em Pender County, Carolina do Norte, com outras formas de vida marinha, como uma baleia de 20 pés de comprimento sendo relatada como arrastada para praias e áreas residenciais, tendo que ser removidos e enterrados.

### Os esforços de ajuda

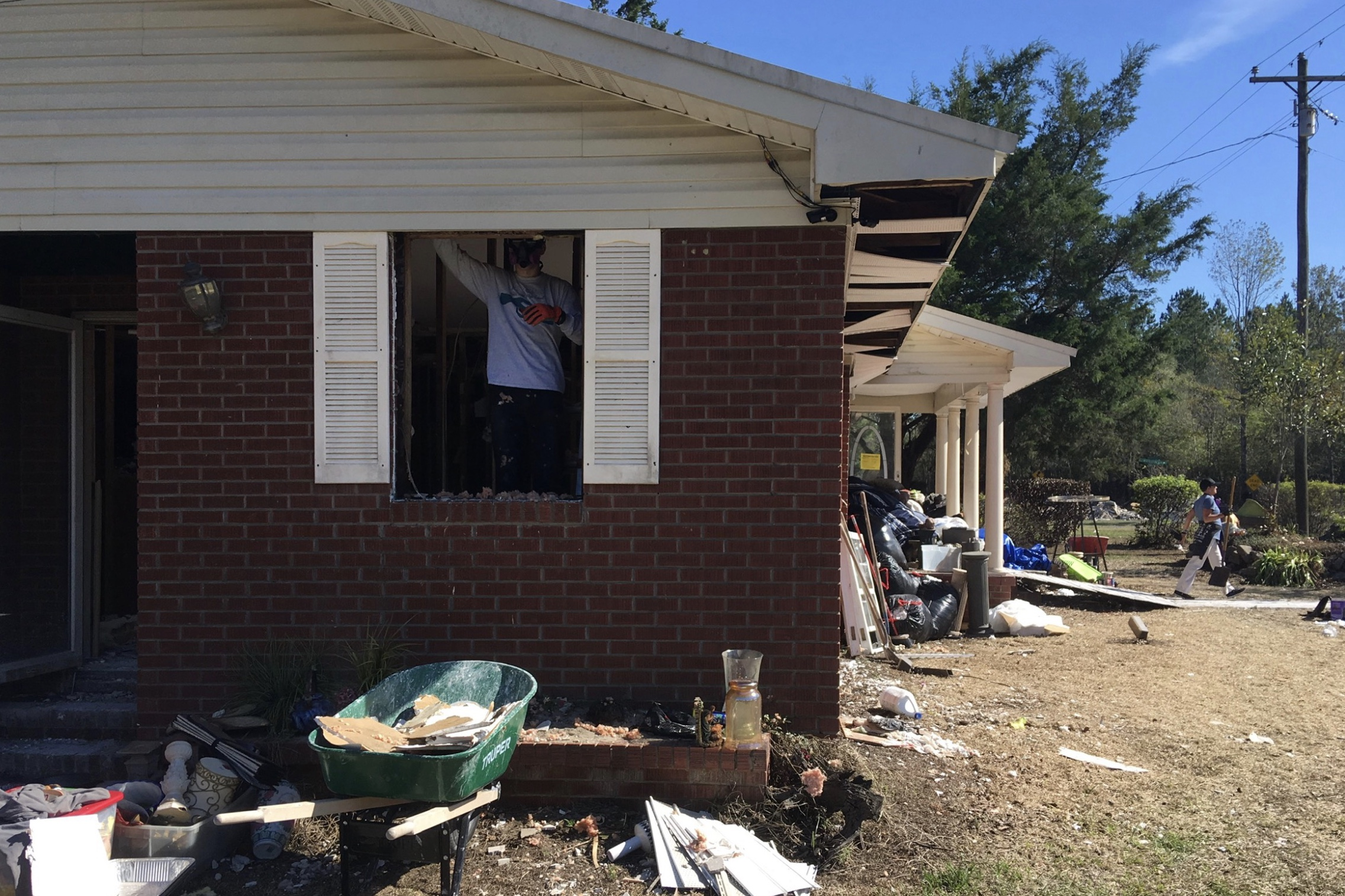
Limpeza e voluntariado após a tempestade no condado de Pender, NC

O presidente Donald Trump visitou as Carolina do Norte e do Sul em 19 de setembro, e falou com trabalhadores de emergência em um hangar de avião na Estação Aérea dos Fuzileiros Navais em Cherry Point. Ele também prometeu fornecer aos funcionários do estado todo o apoio necessário para as operações de busca e resgate. Além disso, ele prometeu garantir que os estados continuassem a receber ajuda enquanto reconstruíam após a tempestade. O governador da Carolina do Sul, McMaster, solicitou US$ 1,2 mil milhões em financiamento federal para recuperação, incluindo US$ 165 milhões sob o Programa Nacional de Seguro contra Inundações e US$ 125 milhões para a agricultura. Em 23 de setembro, o Congresso dos Estados Unidos começou a deliberar ajuda no valor de US$ 1,7 mil milhões para as Carolinas.

### Investigação
Depois que dois pacientes de um hospital psiquiátrico morreram quando a van que os transportava foi arrastada pelas enchentes, a Divisão de Polícia Estadual e a Patrulha Rodoviária abriram uma investigação sobre o incidente, e os policiais envolvidos, que acompanhavam as mulheres e foram resgatados do topo da carrinha, foram colocados em licença administrativa. Os familiares do falecido se reuniram com autoridades eleitas da Carolina do Sul para discutir o incidente e as mudanças que eles desejam ver implementadas para prevenir outras mortes.

### Conexão com a mudança climática
Foram realizados uma série de estudos avaliando o efeito da mudança climática global sobre o impacto do furacão Florence. As projeções anteriores ao desembarque apontaram que o furacão poderia ser até 50% maior e 50 milhas mais largo, dados os efeitos do aquecimento antropogênico. No entanto, as condições reais no momento do desembarque eram menos severas, então as análises após o furacão indicam que o aquecimento levou a um aumento na precipitação total de cerca de 5% e um aumento no diâmetro de cerca de 1,5 milhas. Quando a Associated Press estendeu a mão para dezessete meteorologistas e cientistas do clima após o furacão, a maioria concordou que o aquecimento causado pelo homem agravou os efeitos da tempestade. No entanto, alguns permanecem hesitantes em fazer tais declarações a respeito de furacões individuais.

### Aposentadoria
Em 20 de março de 2019 devido aos danos e perda de vidas nas Carolinas, o nome Florence foi retirado das listas rotativas de nomenclatura do Atlântico pela Organização Meteorológica Mundial na 41ª sessão do comité de furacões RA IV, e nunca mais será usado para um furacão no Atlântico. Ele será substituído por Francine na temporada de 2024.